# Коллер, Дагмар
Да́гмар Ко́ллер (нем. Dagmar Koller; род. 26 августа 1939, Клагенфурт-ам-Вёртерзе) — австрийская певица, танцовщица и актриса.

## Биография
С шести лет Дагмар Коллер занималась балетом. Обучалась в Венском университете музыки и исполнительного искусства. Дебютировала на сцене Венской народной оперы и быстро завоевала популярность за пределами Австрии. В 1964 году гастролировала в США. Работала в оперетте и мюзиклах. Успех в мюзиклах предопределил появление актрисы на телевидении. Дагмар Коллер также работала на радио.
В 1978 году вышла замуж за политика Гельмута Цилька.